# 奥利奥拉
奥利奥拉，是西班牙加泰罗尼亚莱里达省的一个市镇。 总面积87平方公里，总人口231人（2001年），人口密度3人/平方公里。